# SOKOL (rádió)

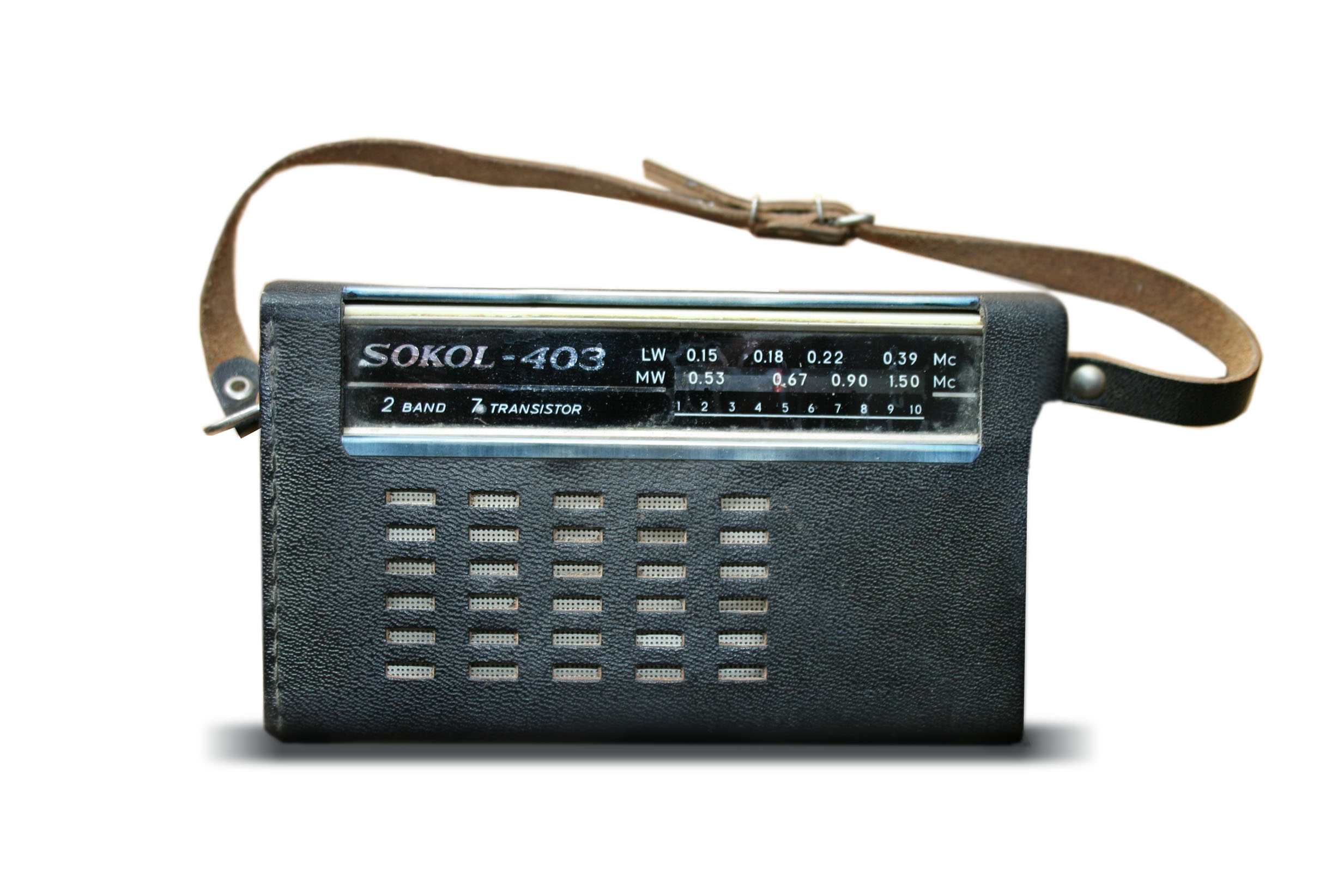
SOKOL-403, export kivitel

A SOKOL (magyarul ejtve: szokol, oroszul: СОКОЛ, „sólyom” szóból) a szovjet Moszkvai Rádiógyár rádió márkája. A gyár SOKOL típusú tranzisztoros rádiói az 1960-as évektől az 1980-as évekig voltak kaphatók.

## Típusai

### SOKOL és SOKOL-403
7db PNP germánium tranzisztorral és 1 diódával felépített, szuperheterodin rendszerű hordozható rádió. Az áramkörileg és felépítésben megegyező 1963-as Topaz-2 (Топаз-2) és Start-2 (Старт-2) típusokkal együtt, az 1962-ben bemutatott Start (Старт) típusú rádió továbbfejlesztett változata. A típust 1963-1971 között SOKOL, majd 1971-1982 között SOKOL-403 néven, megújult külsővel gyártották. Végfokozatát tekintve hagyományos fázisfordító- és kimenőtranszformátoros. Középfrekvenciája: 465 kHz. Hosszúhullámot és középhullámot képes venni, 9V-os elemről vagy akkumulátorról üzemeltethető.
Tranzisztorok:
- Autodyne keverő: П422 (П423)
- Középfrekvenciás erősítő: П401 (П422)
- Hangfrekvenciás előerősítő: П15, МП40 (МП41)
- Hangfrekvenciás végerősítő: П14, МП40

Kapcsolási rajz
Rádiófrekvenciás adatok
|                                  | LW                                  | MW                                    |
| -------------------------------- | ----------------------------------- | ------------------------------------- |
| Vételi frekvenciatartomány (kHz) | 150 – 480                           | 525 – 1605                            |
| Vételi érzékenység (μV)          | 80                                  | 40                                    |
| Szelektivitás (dB)               | 30                                  | 30                                    |
| Tükörszelektivitás (dB)          | 36                                  | 36                                    |
| Hangolási pontok (kHz)           | - L6 146 - L1 166 - C4 395 - C1 415 | - L8 515 - L3 585 - C3 1530 - C1 1640 |
| Középfrekvencia (kHz)            | 465                                 | 465                                   |

Hangfrekvenciás adatok
| Hangfrekvenciás érzékenység (mV) | 1          |
| Frekvenciaátvitel (Hz)           | 300 – 3500 |
| Zajszint (dB)                    | -36        |
| Kimenő teljesítmény (mW)         | 140        |
| Torzítás (%)                     | 10         |
| Hangszóró                        | 10Ω 0.2W   |

Üzemi adatok
| Tápfeszültség (V)                      | 9  |
| Áramfelvétel kivezérlés nélkül (mA)    | 10 |
| Áramfelvétel teljes kivezérléssel (mA) | 80 |

### SOKOL-2
Az eredeti SOKOL konstrukciójára épülő, rövidhullámú és középhullámú vételre kifejlesztett zsebrádió, kihúzható teleszkopikus antennával.

### SOKOL-4
Hosszúhullámú, középhullámú és két rövidhullámú sáv vételére alkalmas hordozható táskarádió. Ez volt az első Sokol, ami eltért a korábbi zsebrádió-kialakítástól. Felépítésében és áramköri megoldásaiban szorosan kötődik a Sport (Спорт) és későbbi Rossya (Россия) modellekhez.

### SOKOL-304 és SOKOL-404
Kisméretű asztali rádió, KT315 szilícium- és МП40 germánium tranzisztorrokkal szerelve, a hosszúhullám és középhullámú sávok vételére. Gyakori volt a transzformátoros, illetve a kimeneti csatolókondenzátoros végfokozat.

### SOKOL-308
Rövidhullámú, középhullámú és ultrarövidhullámú sávok vételére kifejlesztett hordozható rádió. Ez volt az egyetlene URH-sáv vételére képes SOKOL rádió, továbbá - a SOKOL-4 típushoz hasonlóan (ami lényegében egy "átcímkézett" Rossiya volt) - táskarádió-kialakítású volt. 

### SOKOL-310
Kisméretű zsebrádió a hosszúhullámú és középhullámú sávok vételére, szilícium tranzisztorrokkal szerelve.